# 1971 v dopravě
Tento článek obsahuje seznam událostí souvisejících s dopravou, které proběhly roku 1971.

## Události
- 3. ledna 1971

 V Moskevském metru byly otevřen úseky: na lince Kalužskaja mezi stanicemi Kitaj-gorod a Kalužskaja; a na lince Taganskaja ze stanice Taganskaja do stanice Kitaj-gorod. Jedná se o dva úseky přímo pod samotným centrem města.
- 3. ledna 1971

 V pražské tramvajové síti byl zahájen provoz na úseku Střelničná – Sídliště Ďáblice. Vybudováno bylo 5 zastávek obsluhující nové vystavěné sídliště. Trať se stala prvním úsekem moderní tramvaje vedené na odděleném tělese převážně s otevřeným (železničním) svrškem.
- 10. března 1971

 Na trati Praha – Benešov se poprvé rozjely elektrické vlaky. Provoz na hustě vytíženém příměstském úseku začaly zajišťovat tehdy moderní elektrické jednotky, tzv. „pantografy“, jež jsou v provozu dodnes.
- 1. května 1971

 Mezi velkými americkými městy zahájil provoz železniční dopravce Amtrak.
- 27. května 1971

 Při srážce dvou vlaků zahynulo u města Dahlerau 46 školáků; 25 bylo zraněno. Důvodem nehody bylo přehlédnutí signalizace.
- 12. července 1971

 Otevřen první úsek Dálnice D1 mezi Spořilovem a Mirošovicemi.